# Theodor (Nowgorod)
Theodor (gestorben 1078) war von 1069 bis 1078 Bischof von Nowgorod.

## Leben
Theodor war Mönch im Kiewer Höhlenkloster. 1069 wurde er Bischof von Nowgorod. Um 1071 stellte er sich gegen einen slawischen Priester, der in der Stadt große Resonanz hatte. Fürst Gleb ließ diesen dann töten. 1078 starb Theodor nach einem Hundebiss. Er wurde in der Sophienkathedrale in Nowgorod beigesetzt.